# Musée Carnavalet

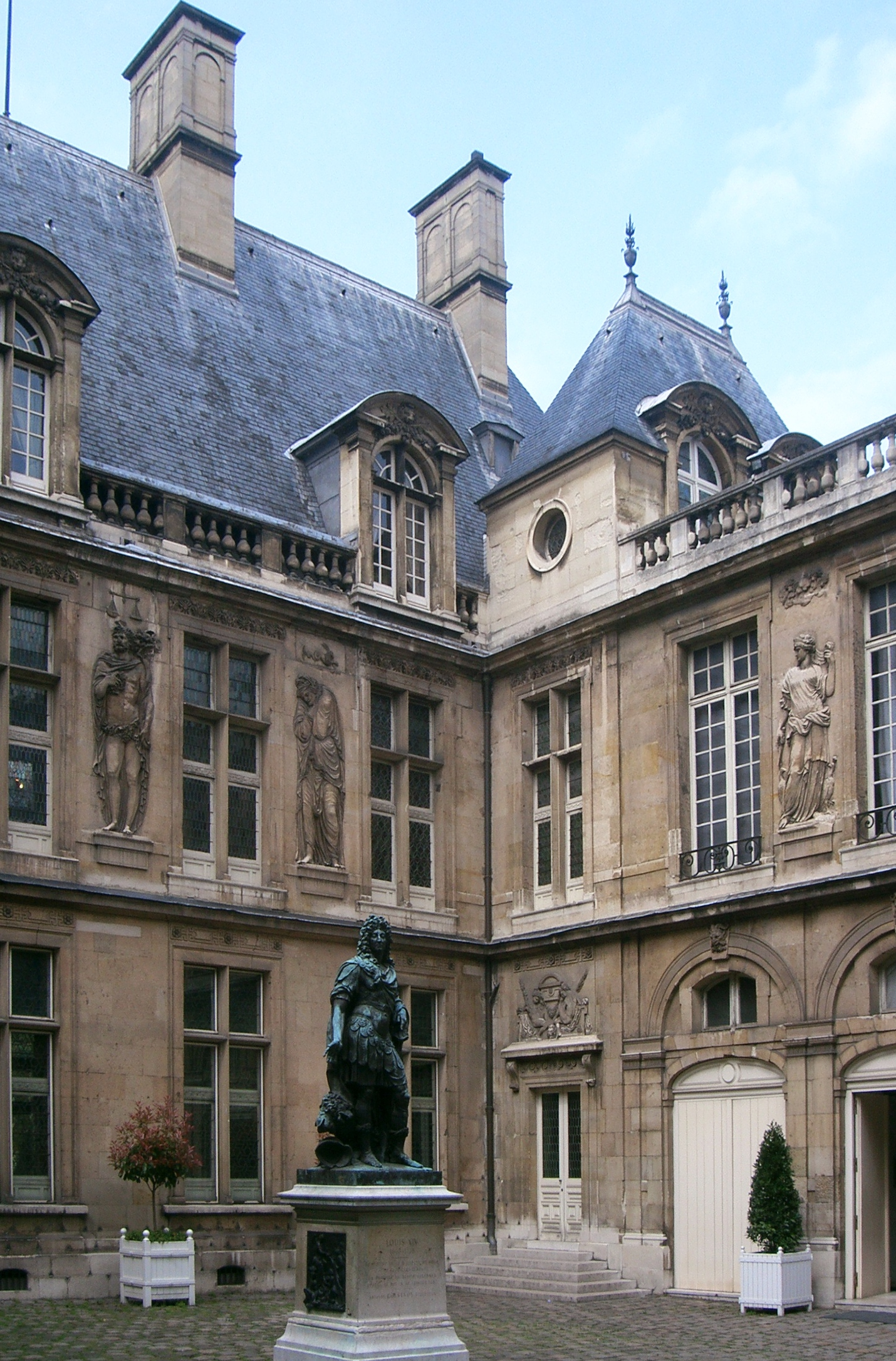
Cour d'Honneur

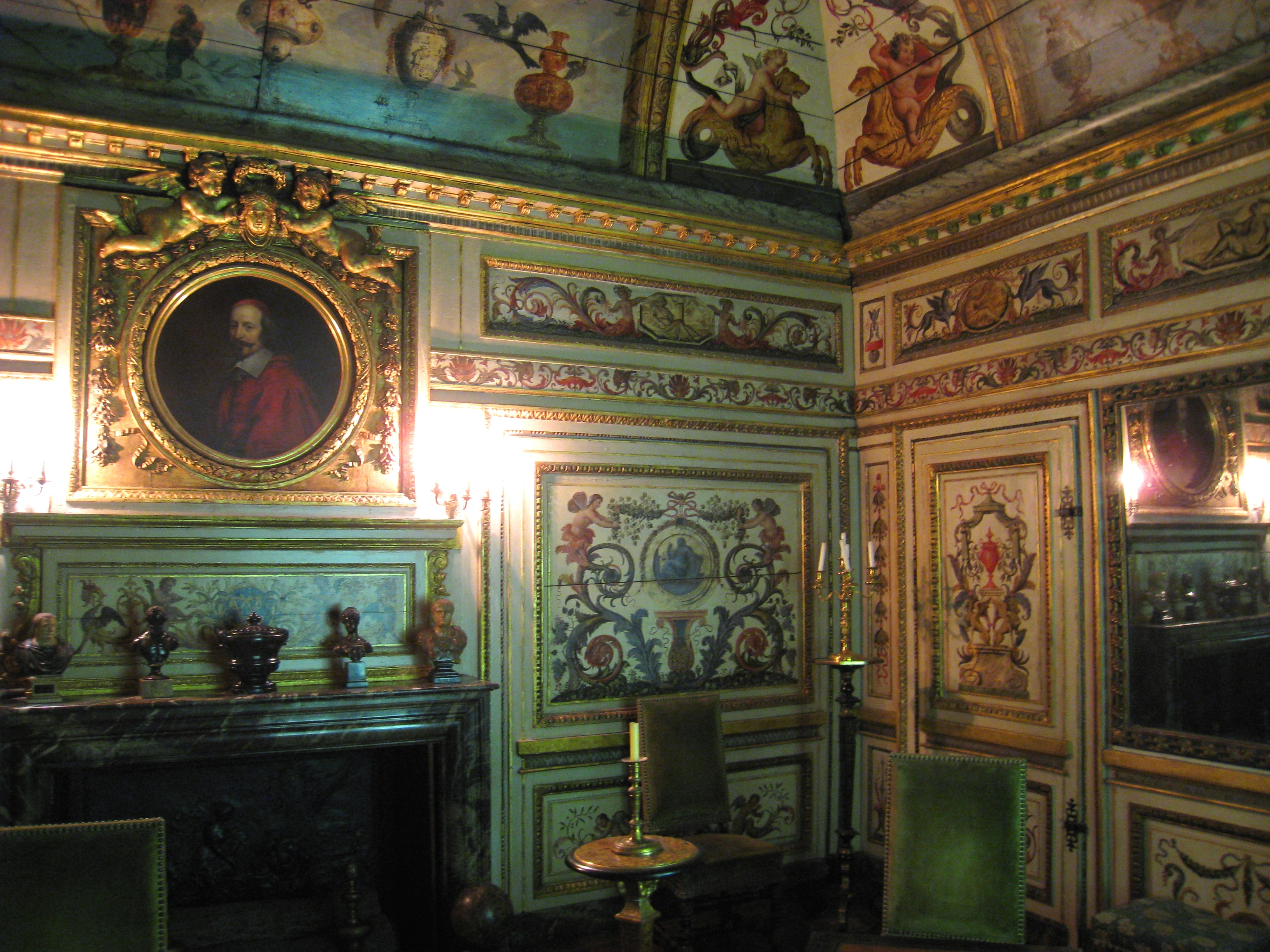
Pronkkamer uit het Hôtel Colbert de Villacerf

Het Musée Carnavalet is het museum in Parijs voor de geschiedenis van de stad met een zeer brede collectie. Het museum werd geopend in 1880.
Het museum ligt in Le Marais. Het bestaat uit het Hôtel de Carnavalet en het Hôtel Le Peletier de Saint-Fargeau, samen goed voor ongeveer honderd zalen. 

## Geschiedenis
Het Hôtel des Ligneris werd tussen 1548 en 1560 door graaf Jacques des Ligneris, toenmalig voorzitter van het Parlement van Parijs, gebouwd in Renaissancestijl. Architect was Pierre Lescot. In 1578 werd het verkocht aan Françoise de la Baume, de echtgenote van de ridder Kernevenoy. De naam van die laatste werd verbasterd tot Carnavalet. In de 17e eeuw ontwierp architect François Mansart twee nieuwe vleugels. Tussen 1677 en 1694 was het de residentie van de markiezin van Sévigné. In de 18e eeuw trad een verval in van het gebouw. In de tweede helft van de 19e eeuw vatte Georges-Eugène Haussmann het plan op van het Hôtel Carnavalet een museum voor de geschiedenis van Parijs te maken. Hij liet architecturale elementen die verloren dreigden te gaan door de verbouwing van Parijs overbrengen naar het Hôtel Carnavalet. Zo werden een façade van Les Halles, fresco's uit het Hôtel de Luynes uit 1748, een standbeeld van Lodewijk XIV en een bas-reliëf van Hendrik IV overgebracht naar het Hôtel Carnavalet.
In 1898 werd het museum uitgebreid met het Hôtel Le Peletier de Saint-Fargeau. In eerste instantie kwam hier de bibliotheek van het museum. Tussen 1907 en 1925 volgden verbouwingswerken waardoor de oppervlakte van het museum verdubbelde. Er werd twee nieuwe binnenplaatsen aangelegd, de cour Henri IV en de cour de la Victoire, en nieuwe gebouwen in 18e-eeuwse stijl opgericht.
Tussen 2017 en 2021 volgde een nieuwe verbouwing onder leiding van architect François Chatillon, waarbij er aandacht was voor lichtinval en toegankelijkheid.

## Collectie
Het museum werd geopend in 1880. De collectie breidde zich uit maar stopte aanvankelijk in 1910. Na de heropening in 2021 heeft het museum een chronologisch parcours met 3.800 tentoongestelde werken. De collectie loopt verder na 1910 en toont ook de belangrijkste gebeurtenissen van de Parijse geschiedenis tot in de 21e eeuw. Verschillende kamers zijn nagebouwd in het museum, zoals een pronkkamer uit het Hôtel Colbert de Villacerf en de slaapkamer van Marcel Proust.